# Amboasary-Atsimo
Amboasary-Atsimo est une commune urbaine malgache, chef-lieu du district d'Amboasary Sud située dans la partie sud-ouest de la région d'Anosy.

## Géographie
Amboasary-Atsimo se situe sur le fleuve Mandrare, à 75 km à l'ouest de Tôlanaro et à 35 km d'Ambovombe.

## Histoire
L'histoire de la ville, appelée « capitale du sisal » dans les années 1950, est liée au développement de la culture de cette plante à fibres, l'agave sisalana, dans les zones alluvionnaires du bas Mandrare. Jusqu'au l'exploitation massive à partir de 1936, Amboasary, hameau de quelques cases en bois perdues dans la forêt, était celui de lieu de franchissement, huit mois par an, du Mandrare sur un pont en bois entre les territoires de l'Androy et de l'Anosy. Les sisaleraies vont se développer dans la période 1941 à 1950, sédentarisant une main-d'œuvre Antandroy importante (plus de 7 000 personnes) et développant le commerce et les transports. Le petit hameau devient la plaque tournante du Bas Mandrare et le lieu de passage obligé de la grande route de Tananarive et de l'accès à Fort Dauphin, le port d'exportation du sisal. Amboasary, dont la population est de 10 000 habitants en 1950, devient un chef-lieu de sous-préfecture où s'installent les services publics, l'hôpital et lieux de culte. Le trafic routier annuel (35 000 tonnes en 1954) principalement de sisal et produits miniers) ne pouvait continuer à transiter par le pont en bois soumis aux crues ; un pont routier définitif est envisagé en 1956 par la Direction Générale des Travaux Publics et terminé en 1958, il sera inauguré par le haut gouverneur Soucadeaux.

## Économie
À la sortie de la ville, un pont routier enjambe le fleuve du Mandrare à une quinzaine de mètres de hauteur. Construit de 1955 à 1957, le pont du Mandrare est un ouvrage d'art à charpentes entièrement métalliques le plus long jamais réalisé à Madagascar (414 m) (Pont métallique à poutres triangulées type Callender-Hamilton bridge (en)). Il permet une extension importante de la culture du sisal (25 000 ha en 1965). Bien que régulièrement entretenu et toujours fonctionnel, il a été remplacé en 2012 par un pont en béton précontraint. L'économie de la ville est toujours dominée par des plantations de sisal pour la transformation de la plante en fibres destinées à l'exportation (5890 tonnes d'octobre 2018 à avril 2019).
Située sur la route nationale 13 et au carrefour des routes pour Behara, Tranomaro, Esira et Tsivory, la ville est un lieu de passage obligé pour l'accès aux nombreuses ressources minières de la chaîne du Beampingaratra, du croissant de l'Ivakoany et du massif basaltique central et pour leur exportation par le nouveau port d'Ehoala. C'est aussi le point de départ de trois excursions touristiques : réserve de Berenty (lémuriens, tamariniers centenaires), lac Anony (flamants roses, dunes de sable) et Ifotaka (édifices cultuels Antandroy).